# Próstilo

Planta de templo próstilo.

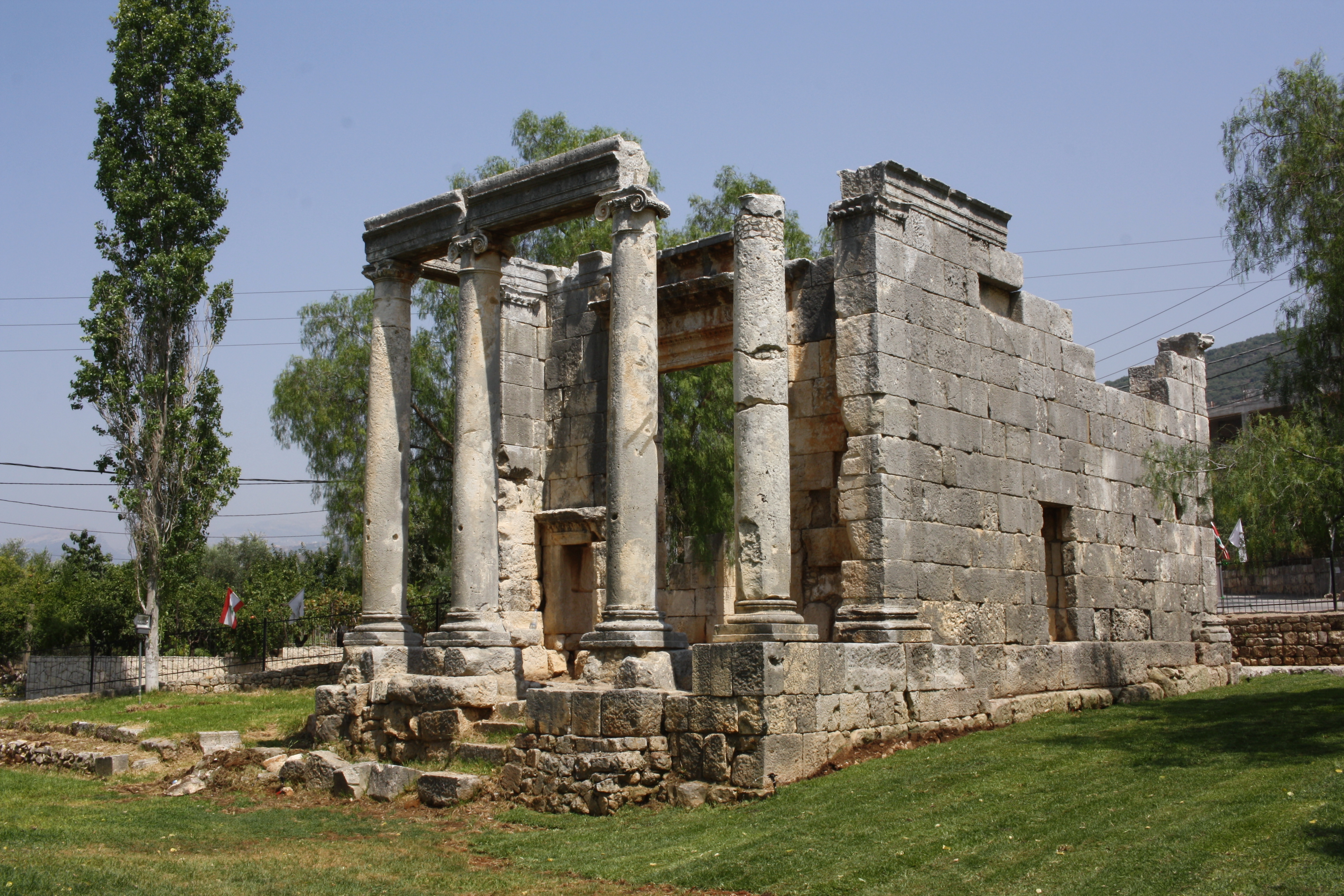
Templo romano de Bziza, próstilo tetrástilo.

Próstilo (griego antiguo πρό ‘delante de’ y στῦλος ‘columna’) es un tipo de templo de la Antigua Grecia.
Es un término arquitectónico que define columnas libres, espaciadas ampliamente en una fila. Designa también al edificio que sólo tiene columnas en su fachada anterior. Se utiliza a menudo como adjetivo cuando se refiere al pórtico columnado de un edificio clásico que se proyecta desde la estructura principal.
Fue utilizado primeramente en los templos griegos (que solían presentar 4 o 6 columnas) y en los etruscos. Más tarde, los romanos incorporaron este motivo en sus templos y lo retomó posteriormente la arquitectura palladiana.
Se dan ejemplos de esta construcción en el templo del Santuario de Dodona, templo A de Paros, tesoro de MMGVO, en Olimpia, el templo de Apolo Patroos en el Ágora de Atenas, el templo de Deméter en Mileto o el templo de Zeus Sosípolis en Magnesia del Meandro.
Este estilo arquitectónico se originó probablemente en las islas griegas del este, a lo largo del siglo VIII a. C.. Sin embargo también hay muchos ejemplos en los templos arcaicos del sur de Italia.
Cuando el templo tiene columnas en las dos fachadas menores, se llama anfipróstilo.